# 방복령
방복령(房復齡, 1562년 ~ ?)은 조선의 무신이다. 본관은 남양(南陽), 자는 여중(與中), 호는 구일(九一)이다. 직제학 방사량(房士良)의 후손이며, 할아버지는 중직대부(中直大夫) 전행예산현감(前行禮山縣監) 방응청(房應淸)이고, 아버지는 1546년(명종 1년) 생원시에 급제하여 정3품 좌승지(左承旨)에 증직된 계운(季雲) 방덕린(房德麟)이다. 아들은 임진왜란 때 의병장으로 종사하여 원종훈(原從勳)에 책록된 방명달(房明達)이다.

## 생애
1592년(선조 25년) 임진왜란이 일어나 선조가 의주로 피난할 때 호위하여 선전관(宣傳官)에 특채되었다. 선전관(宣傳官)으로 재직했을 때 선전청(宣傳廳) 편액을 썼는데, 선조가 그 필법이 신묘함을 칭찬하면서 전죽현감(箭竹縣監)에 제수되었다.
1601년(선조 34년) 식년 무과(式年武科)에 급제하여 군기시판관(軍器寺判官), 전농시주부(典農寺主簿)를 거쳐, 1604년 제주판관(濟州判官)이 되었다. 이후 강상현감(康翔縣監)을 지내다가, 광해군이 왕위에 오르자 관직을 버리고 고향인 전라도 남원(南原) 주생면(周生面) 대지리로 돌아왔다.
선무원종공신(宣武原從功臣)에 녹훈되었다.

## 가족 관계
- 조부 : 중직대부(中直大夫) 예산현감(禮山縣監) 방응청(房應淸)
  - 백부 : 방덕기(房德驥)
  - 백부 : 방덕준(房德駿)
  - 고모 : 남양 방씨
  - 고모부 : 하영수(河永水)
    - 고종형 : 하응림(河應臨, 1536년 ~ 1567년)

  - 부 : 증 좌승지 방덕린(房德麟)
    - 형 : 방득령(房得齡)
    - 제 : 방후령(房後齡)
      - 아들 : 방명달(房明達)